# CentOS
CentOS (Community ENTerprise Operating System) je volně dostupná linuxová distribuce založená na Red Hat Enterprise Linuxu. Je s ním binárně kompatibilní a je podporována vlastní komunitou vývojářů. Kopíruje desetiletou podporu svého vzoru. CentOS 8 byl vydán 24. září 2019, avšak 8. prosince 2020 byla oznámena transformace tradiční distribuce CentOS na CentOS Stream ke konci roku 2021, což bylo zpočátku komunitou přijato velmi negativně (vysvětlení je níže). Dne 3. prosince vyšla verze CentOS Stream 9 založená na RHEL 9 Beta.

## Charakteristika
Red Hat Enterprise Linux je distribuce vydávaná firmou Red Hat, která ji poskytuje v binární podobě (na CD-ROM, DVD) pouze platícím zákazníkům. Protože je distribuce složena z open source a free software, poskytuje z licenčních důvodů firma zdrojové kódy zcela volně na svém FTP serveru včetně průběžných aktualizací.
CentOS je k dispozici zcela volně, avšak není spravován ani podporován firmou Red Hat. CentOS odkazuje na svůj vzor jako na „PNAELV“ (anglicky Prominent North American Enterprise Linux Vendor), čím je míněna firma Red Hat. O tuto úpravu požádal právní odbor firmy Red Hat kvůli vyřešení možných problémů s ochrannými známkami.

### Vytvoření distribuce
Vývojáři distribuce CentOS nejprve odstranili ze zdrojových kódů všechny odkazy na chráněné známky a loga, odkazy na firmu Red Hat a další části, které odporují licenci, protože jejich redistribuce není povolena. Poté zdrojové kódy přeložili a získali tak plně kompatibilní distribuci. Stejný proces provedly další skupiny, které zakládají své distribuce na Red Hat Enterprise Linuxu.

### CentOS Stream
CentOS Stream je typ linuxová distribuce, která je průběžně vydávaná, takže nemá ohraničené minor verze. To znamená, že například po verzi 8 není vydána verze 8.1, ale místo toho dojde průběžnými aktualizacemi k postupnému přechodu do stavu odpovídajícího verzi 8.1 a aktualizace budou dále pokračovat k verzi 8.2 atd. V CentOS Stream se tak objevují otestované balíčky, které by jinak čekaly až na zveřejnění v následující minor verzi Red Hat Enterprise Linux (RHEL). Minor verze budou nadále dostupné jen v oficiální distribuci RHEL, kde tak systém (na rozdíl od CentOS Stream) zůstává po jistou dobu v určité minor verzi a přijímá pouze bezpečnostní aktualizace určené pro tuto minor verzi. Reálně tedy nedojde ke zhoršení kvality distribuce, protože se pouze obrátí pořadí zveřejnění balíčků (RHEL vs. CentOS Stream) a jejich testování (QA) zůstane stejné. Partnerům RHEL i komunitě umožní tato situace se k vydávaným balíčkům včas vyjádřit (dosud to bylo tak, že pokud balíček vydaný do RHEL obsahoval chybu, na opravu se čekalo do další minor verze).
Major verze (tj. CentOS 9 atd.) budou dále vydávány ohraničeně (tj. CentOS Stream nepřejde automaticky z major verze 8 na major verzi 9). Starší verze CentOS Stream bude podporována asi 1,5 roku poté, co vyjde nová major verze. Zkrácení doby podpory major verze tedy bude nejvýraznějším důsledkem přechodu distribuce CentOS na CentOS Stream. Podle oznámení z 8. prosince 2020 dojde k přepnutí CentOS 8 na CentOS Stream na konci roku 2021. Verze CentOS 7 zůstane ve stejném režimu, jako dosud (tj. bude přesně kopírovat RHEL). Mezi projekty, které mohou nahradit původní CentOS, patří:
- Rocky Linux – nástupce distribuce CentOS (po změně na CentOS Stream)[10]
- AlmaLinux – nástupce distribuce CentOS (po změně na CentOS Stream)[10]
- Scientific Linux – pro vědecké účely, v oficiální distribuci stále ještě není verze 8
- Oracle Enterprise Linux – část programu Unbreakable Linux firmy Oracle

### Odchylky od Red Hat Enterprise Linuxu
- odstraněn obsah s ochrannými známkami (loga, odkazy na firmu Red Hat a další)
- aktualizace jsou vydávány se zpožděním[11] po vydání zdrojových kódů firmou Red Hat, což může způsobovat problémy u nasazení, kde je zvýšeným způsobem dbáno na bezpečnost
- využívá pro aktualizace nástroj yum, a proto jsou pozměněny jeho konfigurační soubory tak, aby odkazovaly do vlastních repozitářů[12]
- neposkytuje náhradu za Red Hat Network a další (placené) služby
- do verze 4.x bylo poskytováno jádro též pro procesory Pentium (i586)
- pro kompilaci balíčků nepoužívá stejné prostředí, jako Red Hat; naopak se snaží o tzv. self-hosting (distribuce překládá sama sebe), což může vést k chybám (způsobeným překladačem a odlišným prostředím při překladu)
- obsahuje balíčky, které v původní distribuci chybí[13]
- nerozlišuje AS, ES, WS, Desktop[14]
- odlišné číslování verzí[15]
- podpora architektur (kromě i386 a x86_64) se opožďuje[16]

## Historie vydání
| Verze CentOS | Verze RHEL | RHEL dne   | CentOS dne | Zpoždění | Poznámky k vydání CentOS                |
| ------------ | ---------- | ---------- | ---------- | -------- | --------------------------------------- |
| 2            | 2.1        | 2002-05-17 | 2004-05-14 | 728d     | i386                                    |
| 3.1          | 3U1        | 2004-01-16 | 2004-03-19 | 148d     | i386                                    |
| 4            | 4          | 2005-02-15 | 2005-03-02 | 23d      | i386, x86_64, ia64                      |
| 5            | 5          | 2007-03-14 | 2007-04-12 | 28d      | i386, x86_64                            |
| 6            | 6          | 2010-11-10 | 2011-07-10 | 242d     | i386, x86_64                            |
| 7            | 7          | 2014-06-10 | 2014-07-07 | 27d      | x86_64                                  |
| 8            | 8          | 2019-05-07 | 2019-09-24 | 140d     |                                         |
| Stream 9     | Beta 9     | 2021-11-03 | 2021-12-03 | 30d      | vyžaduje x86-64-v2 (Nehalem od r. 2009) |

## Doba podpory
| Verze CentOS                             | Vydání     | Úplné aktualizace | Udržovací aktualizace |  |
| ---------------------------------------- | ---------- | ----------------- | --------------------- |  |
| 3                                        | 2004-03-19 | 2006-07-20        | 2010-10-31            |  |
| 4                                        | 2005-03-09 | 2009-03-31        | 2012-02-29            |  |
| 5                                        | 2007-04-12 | 2014-01-31        | 2017-03-31            |  |
| 6                                        | 2011-07-10 | 2017-05-10        | 2020-11-30            |  |
| 7                                        | 2014-10-07 | Q4 2020           | 2024-06-30            |  |
| 8                                        | 2019-09-24 | 2021-12-31        | 2021-12-31            |  |
| Stream 8                                 | 2019-09-24 | 2024-05-31        | 2024-05-31            |  |
| Stream 9                                 | 2021-12-03 | zhruba 2027       | zhruba 2027           |  |
| Bez podpory Podporováno Nejnovější verze |            |                   |                       |  |